# Магнус Тідеман
Магнус Тідеман (швед. Magnus Tideman; нар. 9 квітня 1963) — колишній шведський тенісист.
Найвищу одиночну позицію світового рейтингу — 100 місце досяг 17 січня 1983, парну — 43 місце — 22 лютого 1988 року.
Здобув 1 парний титул.
Найвищим досягненням на турнірах Великого шолома був чвертьфінал в парному розряді.
Завершив кар'єру 1989 року.

## Фінали за кар'єру

### Парний розряд (1 перемога)
| Результат | W/L | Дата | Турнір                       | Покриття | Партнер          | Суперники                       | Рахунок  |
| --------- | --- | ---- | ---------------------------- | -------- | ---------------- | ------------------------------- | -------- |
| Перемога  | 1–0 | 1983 | Бордо, Франція               | Ґрунт    | Стефан Сімонссон | Франсіско Юніс Хуан Карлос Юніс | 6–4, 6–2 |
| Поразка   | 1–1 | 1987 | Stuttgart Outdoor, Німеччина | Ґрунт    | Мікаель Пернфорс | Рік Ліч Тім Павсат              | 3–6, 4–6 |